# Grenaille
La grenaille était définie au XVIIIe siècle comme « métal réduit en menus grains ». Cette grenaille de fer, puis de plomb ou d'alliage plomb-arsenic-antimoine, enfin plus récemment d'acier ou de métaux moins toxiques que le plomb est abondamment utilisée dans les munitions de chasse.
La grenaille est aussi le rebut de graine qu'on donnait aux volailles et ce sera bien plus tard les déchets ou particules utilisés pour décaper à l'air comprimé les vieilles peintures et vernis ou la rouille.

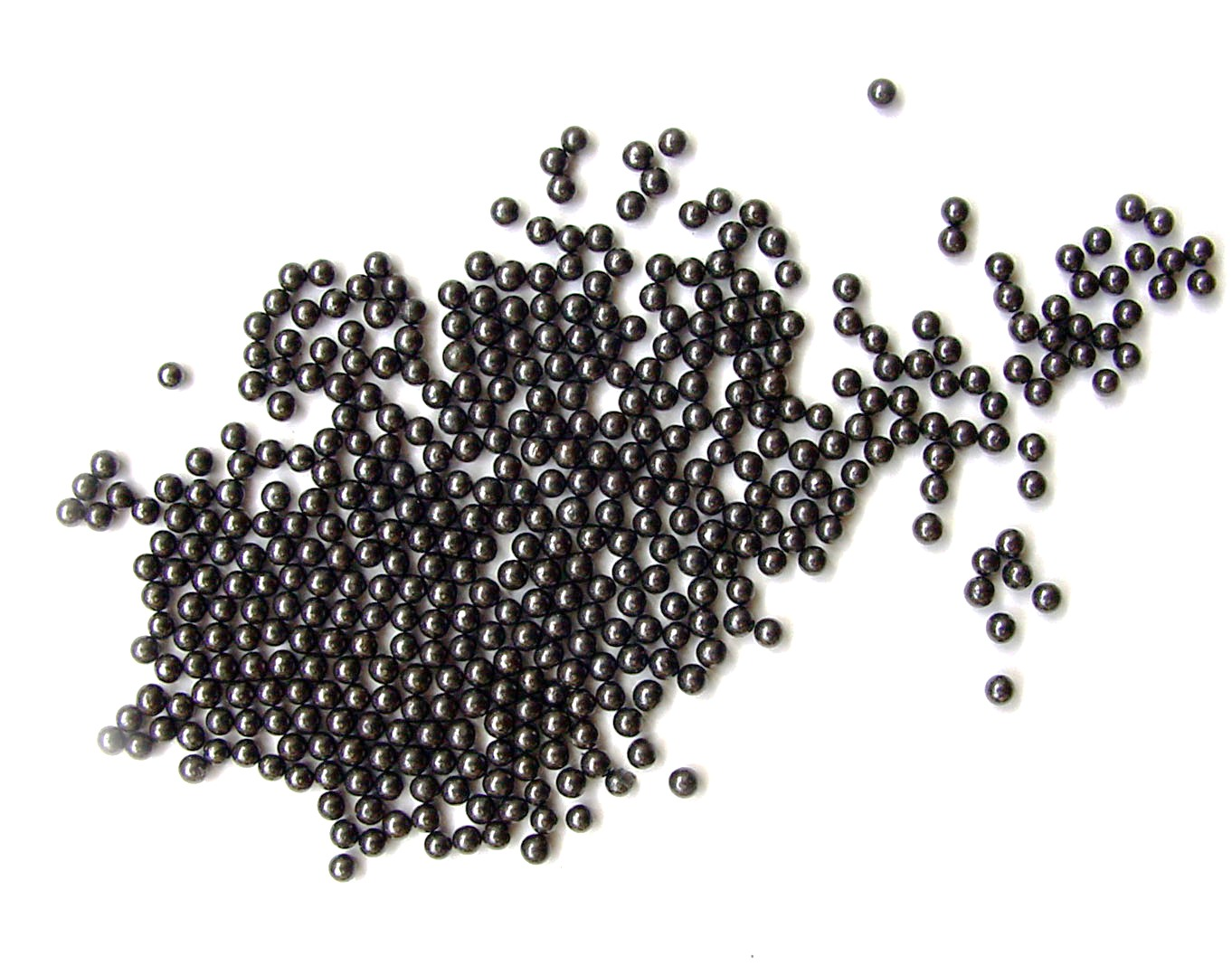
Grenaille d'alliage plomb/arsenic/antimoine neuve (contenu d'une seule cartouche) ; les billes sont rondes, lisses et brillantes, non corrodées. 12 de ces billes, ingérées, suffisent à tuer un cygne adulte par saturnisme aigu.

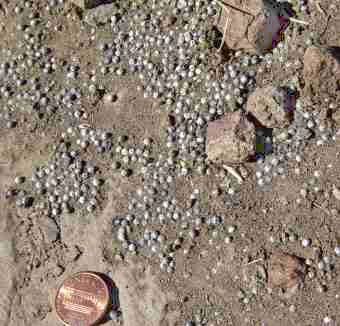
Grenaille toxique (alliage de plomb, arsenic et antimoine), oxydée, éparpillée sur le sol, perdue par un ball-trap proche du lac Horsehoe (Madison County, Illinois, USA). Ce type de grenaille est une source de saturnisme animal (dont le saturnisme aviaire, y compris pour des oiseaux terrestres).

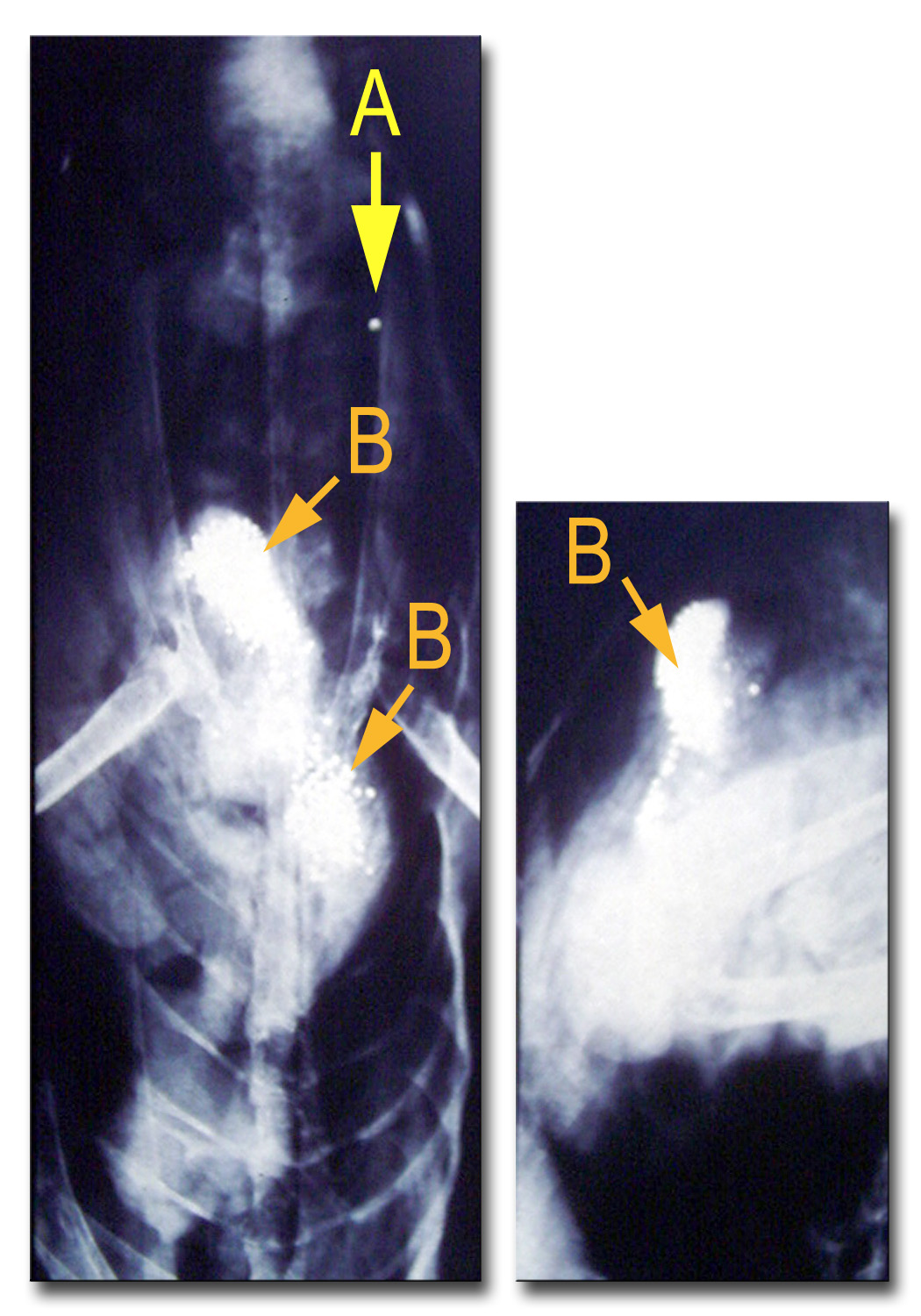
Radiographie du tractus digestif de cygnes trouvés morts dans le marais audomarois avec un nombre inhabituellement élevé de grenailles de plombs de chasse avalées comme gastrolithe (ou confondues avec des graines ?). 12 billes de plomb auraient suffi à le tuer. On distingue deux masses de plombs (B gésier et proventricule) et une bille incrustée dans la chair (A) résultant d'une blessure antérieure.

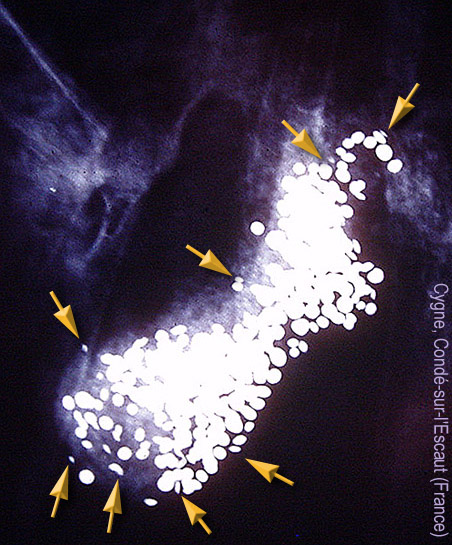
Sur cette radiographie d'un cygne trouvé mort à Condé-sur-l'Escaut on distingue (flèches jaunes) des grains de plomb déjà très érodés. Il est possible que d'autres grains (totalement érodés et donc non visibles sur cette radiographie) aient été antérieurement avalés par le cygne. Ce cygne est mort en quelques jours d'une intoxication particulièrement aiguë.

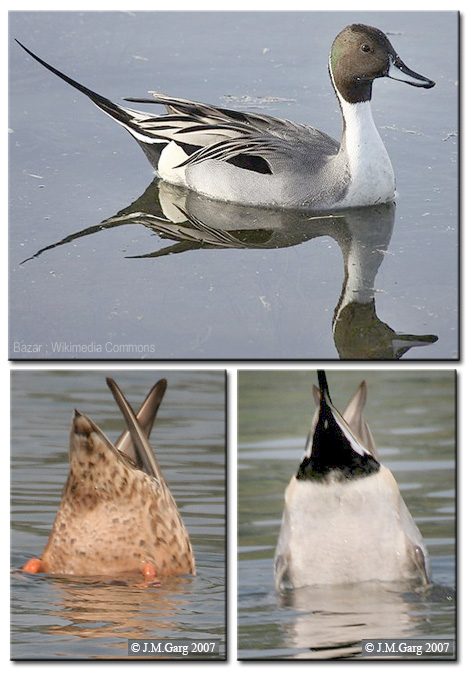
Le Canard pilet, en raison de son comportement alimentaire, est l'un des oiseaux les plus fréquemment mortellement exposés à l'ingestion de billes de plomb de chasse (et moindrement mais significativement aux plombs de pêche). La plupart des populations de ce canard en Europe de l'Ouest sont en régression. C'est le canard le plus touché par ce type d'empoisonnement.

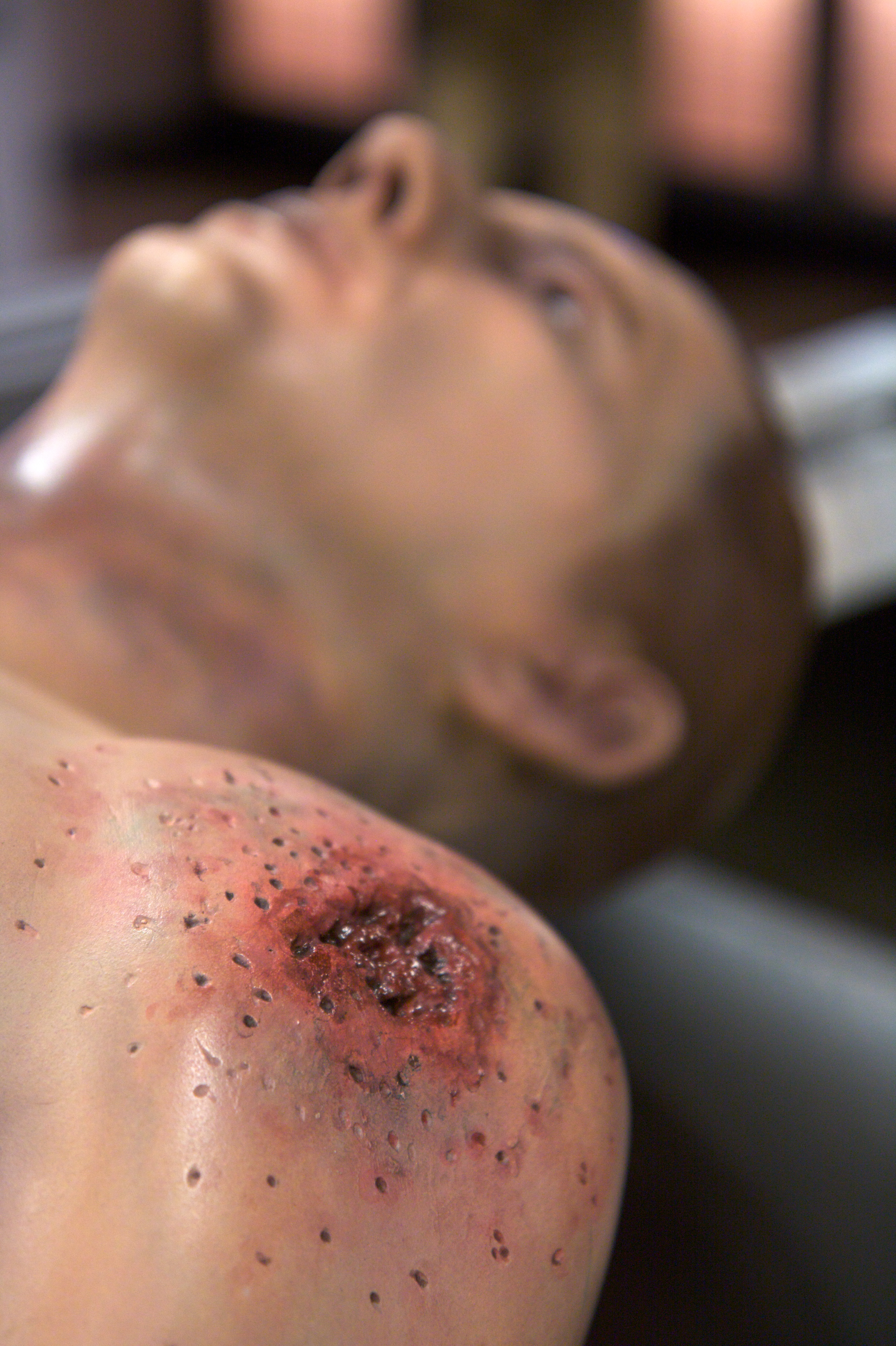
Modèle de blessure induite par la grenaille sur l'être humain (pièce de musée).

## Grenailles et munitions
La grenaille d'acier ou de fer récupérée dans les forges a été utilisée dans certaines munitions de fusil peu après l'invention de l'arme à feu. Mais elle abîmait le fusil de chasse et pouvaient blesser ceux qui en avalaient avec le gibier. Elle a été rapidement interdite au profit de la grenaille de plomb, semble-t-il également pour que seuls les riches et les armées puissent en disposer. « Il est défendu de charger un fusil avec de la grenaille » précisait le Dictionnaire de l'Académie française de 1762 à l'article Grenaille.
La grenaille de plomb a été rendue balistiquement plus performante encore avec la fabrication de billes de plomb calibrées et bien rondes dans les tours à plomb.
À partir du XIXe siècle on utilise généralement un alliage composé d'environ 90 % de plomb complété d'arsenic et d'antimoine pour le durcir et en freiner l'oxydation. L'intérêt balistique de ce type de munition a un revers : la grenaille dite de plomb est avec l'amorce (des balles ou cartouches) la principale source de toxicité des munitions.
Pour la CIP (Commission internationale permanente pour l'épreuve des armes à feu portatives), la dureté du matériau doit être mesurée en  Vickers, le plomb, trop mou est généralement durci avec de l'arsenic et de l'antimoine. Et en cas d'alternative au plomb (acier doux...) la marque steel shot doit être imprimée sur les cartouches à billes d'acier, avec sur la boite d'emballage élémentaire la mention « Attention aux ricochets, éviter de tirer sur une surface rigide et dure ».

## Environnement, écotoxicologie
Les grenailles au plomb posent problèmes car les métaux qui la composent sont tous toxiques, tout particulièrement le plomb et l'arsenic, même à faible dose. La toxicité de l'arsenic est bien connue, mais l'antimoine est aussi un puissant cancérigène sous forme de trioxyde et c'est un métal toxique.
- Le tireur peut aussi être en contact avec des vapeurs de plomb (amorces et/ou frottement des billes de plomb dans le canon), toxiques même a de faibles doses.
- Pollution : la grenaille toxique est en grande partie perdue dans l'environnement qu'elle va durablement polluer, c'est un déchet toxique et un déchet dangereux. 
Localement cette pollution s'ajoute à celle des séquelles de guerre, notamment en Europe dans l'ancienne zone rouge de la Première Guerre mondiale.
- L’ingestion de grenaille de plomb par les oiseaux d’eau et les rapaces est connue depuis un siècle au moins, mais elle pourrait avoir été quantitativement très sous-estimée car les oiseaux se cachent pour mourir, et assez bien pour qu’on ait peu de chances de les trouver[3],[4]. Ils échappent donc à l'observation et aux statistiques. Autour de la Méditerranée, ce sont 25 à 45 % des sujets qui sont porteurs de billes de plomb dans les deltas méditerranéens[5].
- De plus, il semble que d’autres espèces que celles des zones humides soient aussi concernées : cailles, faisans, tourterelles… et même la bécasse d'Amérique du Nord, oiseau forestier qui mange à 80 % des vers de terre et qui n'ingèrent a priori que peu de billes de plomb dans l'année, mais qui peut vivre jusqu'à 20 ans. Les os de la bécasse d'Amérique du Nord, au milieu des années 1990, se sont révélés contenir très souvent plus de plomb que ceux des canards ; c'est ce qu'a montré une vaste étude canadienne lancée en 1995, sur les os de 1 600 ailes de bécasses américaines fournies par les chasseurs (le lot était plus important, mais seules les ailes en bon état ont été retenues) ; le sexe et l’âge de chaque individu a été déterminé. 
Les auteurs de l'étude notaient aussi que les régions du Québec et de l’Atlantique, les plus chassées étaient aussi celles où les bécasses étaient les plus contaminées. Les analyses isotopiques ont montré que ce plomb ne provenait pas de l'essence plombée ni des anciens pesticides contenant du plomb ; or de 15 à 33 % des jeunes bécasses avaient des taux osseux de plomb élevés, et de 20 à 43 % pour les adultes. Le ver de terre pourrait peut-être jouer un rôle dans le cycle du plomb excrété par les animaux atteint de saturnisme ou relargué par leurs cadavres, ce qui reste à confirmer. La contamination était plus élevée chez les adultes que les jeunes, en raison d'une exposition plus longue suppose-t-on[6],[7],[8],[9],[10].

## Séquelles et points noirs
Il existe des zones particulièrement touchées par l'accumulation de grenaille de plomb, ce sont les zones de chasse intense (face aux huttes de chasse notamment), et les zones de ball-trap ; Dans ces zones les oiseaux peuvent s'intoxiquer en ingérant des billes de plomb, qu'ils diffusent ensuite autour du site (et éventuellement à des centaines ou milliers de km lors de leurs migrations). De plus, le plomb étant soluble dans les acides faibles, peut contaminer l'eau (particulièrement dans les milieux naturellement acides telles les tourbières) et ainsi circuler vers les nappes ou les cours d'eau ou être absorbé par les plantes et d'autres organismes (bioaccumulation), à partir de ces mêmes zones.
Par exemple :
- Dans les eaux de surface d'un champ de tir de l'État de New York, on trouvait de 60 à 2 900 µg/l (100), à comparer à la norme max. de 10 µg/l au Canada (43), et aux maxima des eaux de surface (de 1 µg/L à 7 µg/L) [11],[12]. 
Ce plomb peut polluer les nappes d'eau souterraine et les cours d'eau utilisés comme sources d'eau potable ou où s'abreuvent les animaux[13].
- Dans un club de tir d'Ontario le taux de plomb lixiviable mesuré dans le sol superficiel variait de 3,3 à 820 mg/l, ce qui est comparable à ce qu'on trouve autour de zones industrielles polluées où l'agriculture et l'élevage sont interdits (Métaleurop-Nord en France par exemple).
- Le sol superficiel d'un champ de tir du Michigan avait une teneur en plomb de 10 à 100 fois supérieure au niveau naturel de 25 mg/kg[14].

## Solutions
Pour réduire puis tenter de régler ce problème, de nombreux pays obligent maintenant l'utilisation de grenaille certifiée non toxique dans certains secteurs ou pour certains types de chasse, notamment pour la sauvagine. Dès 1995, le gouvernement canadien avait annoncé une interdiction de la grenaille de plomb à partir de 1997, pour la chasse aux oiseaux migrateurs.

### Les grenailles alternatives
Elles sont généralement composées d'acier mais aussi, moins fréquemment, d'autres alliages, principalement à base de bismuth ou de tungstène, balistiquement intéressants, mais dont la toxicité ou l'écotoxicité peuvent également poser problème.
Selon le service canadien de la Faune, la nouvelle réglementation a eu un effet très positif pour les oiseaux d'eau. L'analyse comparée de teneurs en plomb de 8 000 carcasses de canards tués avant 1999 (année d'interdiction de la grenaille de plomb dans les zones humides au Canada) avec celles faites 2 à 3 ans après l'interdiction montre que : « la teneur en plomb dans les os des oiseaux avait baissé de 50 à 70 %. Or, le seul paramètre qui avait changé dans l'environnement entre-temps était la réduction de la grenaille de plomb. » « Par contre, chez la bécasse, un oiseau forestier, aucune diminution n'a été notée. » Le plomb est encore autorisé en forêt.

## Pollution durable
Les métaux lourds ne sont pas biodégradables, mais le plomb est un métal mou. La grenaille de plomb peut être érodée, corrodée et/ou dissoute par des acides naturels, y compris dans l'estomac ou dans le gésier d'un canard adulte (par exemple en 20 jours environ), et plus rapidement si l'animal est nourri avec des aliments durs, tels que le maïs-grain, blé, etc.), et leur plomb moléculaire peut alors être bioconcentré par des organismes ou une chaîne alimentaire.
L’intoxication d’humains et d’animaux par la grenaille de plomb pourrait persister longtemps après l'interdiction d'utiliser de la grenaille de plomb (interdiction qui n'est effective que dans les zones humides en France). Selon plusieurs études nord-américaines, les animaux continuent à s’empoisonner en mangeant des billes de plomb longtemps après l’interdiction du plomb dans la grenaille de chasse.

Les billes de plomb peuvent aussi être transportées par des oiseaux blessés ou en ayant mangés, qui vont ensuite mourir loin d'une zone de chasse, parfois très loin (cas d'animaux migrateurs. Elles peuvent aussi facilement rouler vers le bas des bassins versants, emportées par les pluies d'orage et les crues. SCHUZ a par ailleurs montré en Amérique du Nord que dans 2 zones chassées, dont l’une chassée « sans plomb », que les taux d'ingestion de plomb ne semblaient pas corrélés à la simple notion de territoire chassé au plomb / non chassé au plomb. 5 % des tourterelles avaient des grenailles dans leur gésier dans la zone sans plomb (en supposant que certaines sont peut-être aussi déjà mortes et échappent à l'investigation), tandis que dans la zone « à plomb », à peine 0,3 % des oiseaux contiennent de la grenaille. Les auteurs estiment que les tourterelles (et autres oiseaux granivores ou consommateurs de gastrolithe), se nourrissant dans des champs où l’on chasse avec des cartouches “plomb”, meurent plus tôt (et plus nombreux ?) de saturnisme aigu, avant même d’être tirés – d’où une sous-estimation des taux d’ingestion Une autre hypothèse est que le plomb « fond » plus vite que la grenaille d’acier et qu’on le repère donc moins (chez un canard qui mange du maïs dur, le plomb est solubilisé dans le sang en 24 h environ), alors que la bille d’acier doux peut persister des mois, comme les graviers de quartz avalés par les oiseaux,). D’autres études sur le plomb stocké dans l’os ou les plumes, chez la Bécasse d’Amérique (Scolopax minor) notamment montrent un taux élevé de contamination par le plomb. La source de ce plomb est cependant toujours inconnue et aucun lien direct de cause à effet n'a pu être établi, si ce n'est par défaut d'autres causes (essence, pesticide contenant du plomb) dans ces études, avec la grenaille de plomb.